# Dossou Agadja
Dossou Agadja war der fünfte König von Dahomey. Er folgte seinem Bruder Houessou Akaba und regierte von 1708 bis 1732.
Akabas einziger Sohn, Agbo Sassa, war erst 10 Jahre alt, als Akaba starb, sodass Agadja auf den Thron kam. Er verweigerte seinem Neffen den Thron, als dieser volljährig wurde, und trieb ihn ins Exil.
Agadjas Regierung war geprägt von andauernden Kriegen. Die Yoruba-Soldaten des Königreiches von Oyo wurden durch die Armee Abomeys (der Hauptstadt Dahomeys) zurückgeschlagen; Agadja schloss Frieden und zahlte fortan Tribut. Die nächsten hundert Jahre wurden diese jährlichen Zahlungen an den König von Oyo fortgeführt, und zwar in Form von jungen Männern und Frauen, die für die Sklaverei oder für Opferzeremonien bestimmt waren, daneben auch durch Kleidung, Waffen, Tiere und Perlen. 
Trotzdem wuchs unter Agadjas Herrschaft das Reich. Im Jahre 1724 wurde Allada erobert, 1727 das Königreich von Savi mitsamt seiner Hauptstadt Ouidah. Letzterer Sieg wurde unter anderem durch einen Stosstrupp weiblicher Kavallerie, durch die europäischen Beobachter Amazonen genannt, erreicht. Diese Amazonen wurden zu einer dynastischen Tradition. Durch die Eroberung von Savi und Ouidah gewann Agadja einen direkten Zugang zum Meer, der ihm den lukrativen Sklavenhandel mit Europa ermöglichte. In diesem Zusammenhang ist auch sein Herrschaftssymbol zu sehen, ein europäisches Schiff (Karavelle).
| Vorgänger | Amt                         | Nachfolger |
| --------- | --------------------------- | ---------- |
| Akaba     | König von Dahomey 1708–1732 | Tegbesu    |

| Personendaten    | Personendaten             |
| ---------------- | ------------------------- |
| NAME             | Agadja, Dossou            |
| KURZBESCHREIBUNG | fünfter König von Dahomey |
| GEBURTSDATUM     | 17. Jahrhundert           |
| STERBEDATUM      | nach 1732                 |